# Сезон ФК «Ворскла» (Полтава) 2015—2016
Сезон ФК «Ворскла» (Полтава) 2015—2016 - 20-й за ліком сезон полтавського футбольного клубу Ворскла у вищій лізі українського футболу і другий коли тренером був Сачко. «Ворскла» брала участь у змаганнях Прем'єр-ліги, кубку України та ліги Європи УЄФА.

## Змагання

### Чемпіонат України

#### Турнірна таблиця
| М  | Команда          | І  | В  | Н  | П  | РМ    | О     |
| -- | ---------------- | -- | -- | -- | -- | ----- | ----- |
|    | «Динамо»         | 26 | 23 | 1  | 2  | 54−11 | 70    |
|    | «Шахтар»         | 26 | 20 | 3  | 3  | 76−25 | 63    |
|    | «Дніпро»         | 26 | 16 | 5  | 5  | 50−22 | 53[а] |
| 4  | «Зоря»           | 26 | 14 | 6  | 6  | 51−26 | 48    |
| 5  | «Ворскла»        | 26 | 11 | 9  | 6  | 32−26 | 42    |
| 6  | ФК «Олександрія» | 26 | 10 | 8  | 8  | 30−29 | 38    |
| 7  | «Карпати»        | 26 | 8  | 6  | 12 | 26−37 | 30    |
| 8  | «Сталь»          | 26 | 7  | 8  | 11 | 22−31 | 29    |
| 9  | «Олімпік»        | 26 | 6  | 7  | 13 | 23−35 | 25    |
| 10 | «Металіст»       | 26 | 5  | 9  | 12 | 19−46 | 24    |
| 11 | «Чорноморець»    | 26 | 4  | 10 | 12 | 22−39 | 22    |
| 12 | «Волинь»         | 26 | 10 | 8  | 8  | 36−36 | 20[б] |
| 13 | «Говерла»        | 26 | 3  | 7  | 16 | 13−48 | 7[в]  |
| 14 | «Металург»       | 26 | 0  | 3  | 23 | 7−50  | 3     |

а УЄФА відсторонив «Дніпро» від участі в єврокубках на один сезон.
б «Волинь» позбавлена 18 очок згідно з рішеннями ДК ФІФА від 3 лютого, 9 жовтня та 15 грудня 2015 року.
в «Говерла» позбавлена 9 очок згідно з рішеннями КДК ФФУ від 12 лютого та 3 березня 2016 року.
«Металург» виключений зі змагань після 18-го туру, в усіх матчах, починаючи з 17-го туру, команді зараховані технічні поразки −:+.
Позначення:

#### Підсумки загалом
| Загалом | Загалом | Загалом | Загалом | Загалом | Загалом | Загалом | Загалом | Вдома | Вдома | Вдома | Вдома | Вдома | Вдома | На виїзді | На виїзді | На виїзді | На виїзді | На виїзді | На виїзді |
| І       | В       | Н       | П       | ГЗ      | ГП      | РГ      | О       | В     | Н     | П     | ГЗ    | ГП    | РГ    | В         | Н         | П         | ГЗ        | ГП        | РГ        |
| ------- | ------- | ------- | ------- | ------- | ------- | ------- | ------- | ----- | ----- | ----- | ----- | ----- | ----- | --------- | --------- | --------- | --------- | --------- | --------- |
| 20      | 8       | 8       | 4       | 27      | 22      | +5      | 32      | 4     | 4     | 2     | 12    | 12    | 0     | 4         | 4         | 2         | 15        | 10        | +5        |

#### Підсумки за туром
| № туру   | 1  | 2 | 3  | 4 | 5 | 6 | 7 | 8 | 9 | 10 | 11 | 12 | 13 | 14 | 15 | 16 | 17 | 18 | 19 | 20 | 21 | 22 | 23 | 24 | 25 | 26 |
| -------- | -- | - | -- | - | - | - | - | - | - | -- | -- | -- | -- | -- | -- | -- | -- | -- | -- | -- | -- | -- | -- | -- | -- | -- |
| Поле     | Д  | Г | Д  | Д | Г | Д | Г | Д | Г | Д  | Г  | Г  | Г  | Д  | Г  | Д  | Д  | Д  | Г  | Д  | Г  |    |    |    |    |    |
| Підсумок | Н  | Н | Н  | Н | Н | В | В | В | Н | П  | В  | Н  | П  | В  | В  | П  | П  | В  | В  | Н  |    |    |    |    |    |    |
| Місце    | 10 | 8 | 10 | 9 | 9 | 7 | 6 | 6 | 6 | 6  | 6  | 6  | 6  | 5  | 5  | 5  | 5  | 5  | 5  | 5  |    |    |    |    |    |    |

#### Матчі
| 1 18 липня 2015    | Ворскла                                                     | 1 – 1    | Волинь                                                                    | Полтава                                                                           |  |
| 19:30 EEST (UTC+3) | А. Ткачук 28' Скляр 51' Даллку 56' Є. Ткачук 69' Шиндер 81' | Протокол | Насонов 19' Діденко 48' Шабанов 55' Кобахідзе 58' Кравченко 68' Жунич 71' | Стадіон: «Ворскла» імені Олексія Бутовського Глядачі: 5,519 Суддя: Сергій Березка |  |

| 2 25 липня 2015    | Говерла                               | 1 – 1    | Ворскла                                           | Ужгород                                                |  |
| 17:00 EEST (UTC+3) | Цуріков 49' Хльобас 61' 73' Кузик 88' | Протокол | Є. Ткачук 14' Ковпак 21' Сімінін 28' Даллку 90+4' | Стадіон: Авангард Глядачі: 1,500 Суддя: Дмитро Кутаков |  |

| 3 2 серпня 2015    | Ворскла                                                              | 1 – 1    | Дніпро                              | Полтава                                                                               |  |
| 19:30 EEST (UTC+3) | Бараннік 37' Сімінін 41' Федецький 53' (og) Є. Ткачук 48' Даллку 70' | Протокол | Матос 12' Федецький 20' Калинич 73' | Стадіон: «Ворскла» імені Олексія Бутовського Глядачі: 6,500 Суддя: Костянтин Труханов |  |

| 4 9 серпня 2015    | Ворскла                                            | 2 – 2    | Шахтар                                         | Полтава                                                                            |  |
| 19:30 EEST (UTC+3) | Даллку 27' Бараннік 45+1' Пердута 88' Ковпак 90+2' | Протокол | Кучер 31' Ромеро Бонфим Марлос 40' Едуардо 65' | Стадіон: «Ворскла» імені Олексія Бутовського Глядачі: 8,000 Суддя: Анатолій Абдула |  |

| 5 15 серпня 2015   | Металург                | 1 - 1    | Ворскла                                  | Запоріжжя                                                        |  |
| 17:00 EEST (UTC+3) | Татарков 30' Корнєв 34' | Протокол | Шиндер 17' Чеснаков 33' Дитятьєв 61' 86' | Стадіон: Славутич-Арена Глядачі: 1,800 Суддя: Олександр Головков |  |

| 6 29 серпня 2015   | Ворскла                                 | 1 - 0    | Металіст | Полтава                                                           |  |
| 19:30 EEST (UTC+3) | Дитятьєв 49' 36' Скляр 70' Турсунов 83' | Протокол |          | Стадіон: «Ворскла» імені Олексія Бутовського Суддя: Ярослав Козик |  |

| 7 13 вересня 2015 | Сталь                  | 1 - 2    | Ворскла                                                                                | Дніпро                                                  |  |
| 14:00             | Бабенко 85' Буднік 90' | Протокол | Сімінін 26' Ткачук 37' Чеснаков 60' Пердута 65' Бартулович 71' Даллку 90' Ткаченко 90' | Стадіон: Метеор Глядачі: 1,500 Суддя: Юрій Можаровський |  |

| 8 19 вересня 2015 | Ворскла                                   | 2 - 1    | Олімпік                                       | Полтава                                                                           |  |
| 19:30             | Громов 47' Турсунов 59' (пен.) Шиндер 61' | Протокол | Condé 17' Моха 49' Борзенко 58' Парцванія 58' | Стадіон: «Ворскла» імені Олексія Бутовського Глядачі: 6,130 Суддя: Dmitry Kutakov |  |

| 9 27 вересня 2015 | Чорноморець  | 0 - 0    | Ворскла                                          | Odesa                                                          |  |
| 17:00             | Коркішко 73' | Протокол | Сімінін 43' Даллку 58' Шиндер 58' Бартулович 63' | Стадіон: Чорноморець Глядачі: 4,915 Суддя: Євгеній Арановський |  |

| 10 4 жовтня 2015 | Ворскла               | 0 - 4    | Динамо                                                         | Полтава                                                                        |  |
| 19:30            | Ткачук 31' Шиндер 57' | Протокол | Буяльський 18' Віторіну Антунеш 33' Гонсалес 67' Ярмоленко 71' | Стадіон: «Ворскла» імені Олексія Бутовського Глядачі: 16,000 Суддя: Yuriy Vaks |  |

| 11 18 жовтня 2015 | Карпати                                                               | 1 - 3    | Ворскла                                           | Львів                                                  |  |
| 19:30             | Турсунов 4' (аг) Мірошніченко 35' Гітченко 68' Кравець 85' Ксьонз 90' | Протокол | Сімінін 34' Бараннік 38' 49' Ткачук 72' Богуш 90' | Стадіон: Україна Глядачі: 1,000 Суддя: Олександр Дердо |  |

| 12 1 листопада 2015 | Олександрія                | 1 - 1    | Ворскла                                              | Олександрія                                       |  |
| 19:30               | Мягков 18' 74' Матвєєв 23' | Протокол | Скляр 20' Турсунов 26' Шиндер 61' 78' Бартулович 73' | Стадіон: Ніка Глядачі: 2,714 Суддя: Ярослав Козик |  |

| 13 8 листопада 2015 | Волинь                                                            | 2 - 1    | Ворскла                                     | Луцьк                                                   |  |
| 14:00               | Політило 4' Козьбан 50' Польовий 51' Герасим'юк 58' Кравченко 63' | Протокол | Скляр 57' Дитятьєв 76' Шиндер 79' Сапай 87' | Стадіон: Авангард Глядачі: 2,705 Суддя: Анатолій Абдула |  |

### Кубок України
| 1/16 фіналу 22 серпня 2015 | Десна                           | 1 - 1 (2 - 4 пен.) | Ворскла                                                  | Чернігів                                                                      |  |
| 17:00 EET                  | Кондратюк 57' Сухомлинов 90+24' | Протокол           | Даллку 18' Громов 36' Сапай 50' Міщенко 52' Чеснаков 52' | Стадіон: Стадіон імені Юрія Гагаріна Глядачі: 4,800 Суддя: Максим Козиряцький |  |
|                            |                                 | Пенальті           |                                                          |                                                                               |  |
|                            |                                 |                    |                                                          |                                                                               |  |
|                            |                                 |                    |                                                          |                                                                               |  |

| 1/8 фіналу, 1-й матч 23 вересня 2015 | Чорноморець | 0 - 1    | Ворскла                        | Одеса                                                       |  |
| 19:00 EET                            | Петко 38'   | Протокол | Бартулович 34' 39' Сімінін 76' | Стадіон: Чорноморець Глядачі: 3,820 Суддя: Олександр Іванов |  |
|                                      |             |          |                                |                                                             |  |

| 1/8 фіналу, 2-й матч 27 жовтня 2015 | Ворскла                                      | 0 - 0    | Чорноморець                                                                     | Полтава                                                                                   |  |
| 19:30 EET                           | Громов 23' Турсунов 56' Сапай 57' Даллку 69' | Протокол | Переверза 20' Калітов 32' Нємчанінов 40' Смірнов 45+1' Гадрані 56' Коркішко 56' | Стадіон: Стадіон «Ворскла» імені Олексія Бутовського Глядачі: 4,500 Суддя: Сергій Скрипак |  |
|                                     |                                              |          |                                                                                 |                                                                                           |  |

| Чвертьфінал, 1-й матч 2 березня 2016 | Ворскла                 | 0 - 4    | Шахтар                                                                          | Полтава                                                                                    |  |
| 19:30 EET                            | Ткачук 27' Дитятьєв 45' | Протокол | Коваленко 4' Ромеро Бонфим Марлос 29' Феррейра 55' Кучер 58' Веллінгтон Нем 80' | Стадіон: Стадіон «Ворскла» імені Олексія Бутовського Глядачі: 7,000 Суддя: Анатолій Абдула |  |
|                                      |                         |          |                                                                                 |                                                                                            |  |

| Чвертьфінал, 2-й матч 27 березня 2016 | Шахтар                        | 1 - 2 (5 - 2 заг.) | Ворскла                                                                    | Київ                                                   |  |
| 17:00                                 | Ордець 47' Бернард 67' (пен.) | Протокол           | Хльобас 28' 88' Сімінін 45+1' Скляр 46' Довгий 59' Сапай 72' Коломоєць 86' | Стадіон: Оболонь-Арена Глядачі: 2,182 Суддя: Юрій Вакс |  |
|                                       |                               |                    |                                                                            |                                                        |  |

### Ліга Європи УЄФА

#### Кваліфікаційний раунд
| Третій кваліфікаційний раунд, 1-й матч 30 липня 2015 | Жиліна                                       | 2 – 0    | Ворскла                                                        | Жиліна, Словаччина                                                           |  |
| 19:30 CEST (UTC+2)                                   | Паур 13' 73' Jelić 26' Качер 38' Шкриняр 43' | Протокол | Даллку 13' Скляр 22' Ковпак 35' Сапай 42' Шиндер 50' Богуш 90' | Стадіон: Штадіон под Дубньом Глядачі: 4,757 Суддя: Маріо Страхоня (Хорватія) |  |
|                                                      |                                              |          |                                                                |                                                                              |  |

| Третій кваліфікаційний раунд, 2-й матч 6 серпня 2015 | Ворскла                                                                                          | 3 – 1 (a. e. t.) (3 – 3 заг.) | Жиліна                                               | Полтава, Україна                                                                              |  |
| 20:00 EEST (UTC+3)                                   | Є. Ткачук 90+1' 117' Турсунов 45' 101' (пен.) Бартулович 56' Скляр 65' Шиндер 67' 81' Сапай 105' | Протокол                      | Паур 15' Шпалек 35', 100' Шкварка 105' Вільям 120+1' | Стадіон: «Ворскла» імені Олексія Бутовського Глядачі: 12,500 Суддя: Аліяр Агаєв (Азербайджан) |  |
|                                                      |                                                                                                  |                               |                                                      |                                                                                               |  |

- Жиліна вийшла до раунду плей-оф завдяки правилу гола, забитого на чужому полі.